# Gràtil

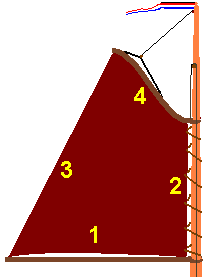
Les vores d'una vela cangrea:
1) pujament 2) gratilet
3) baluma 4) gràtil

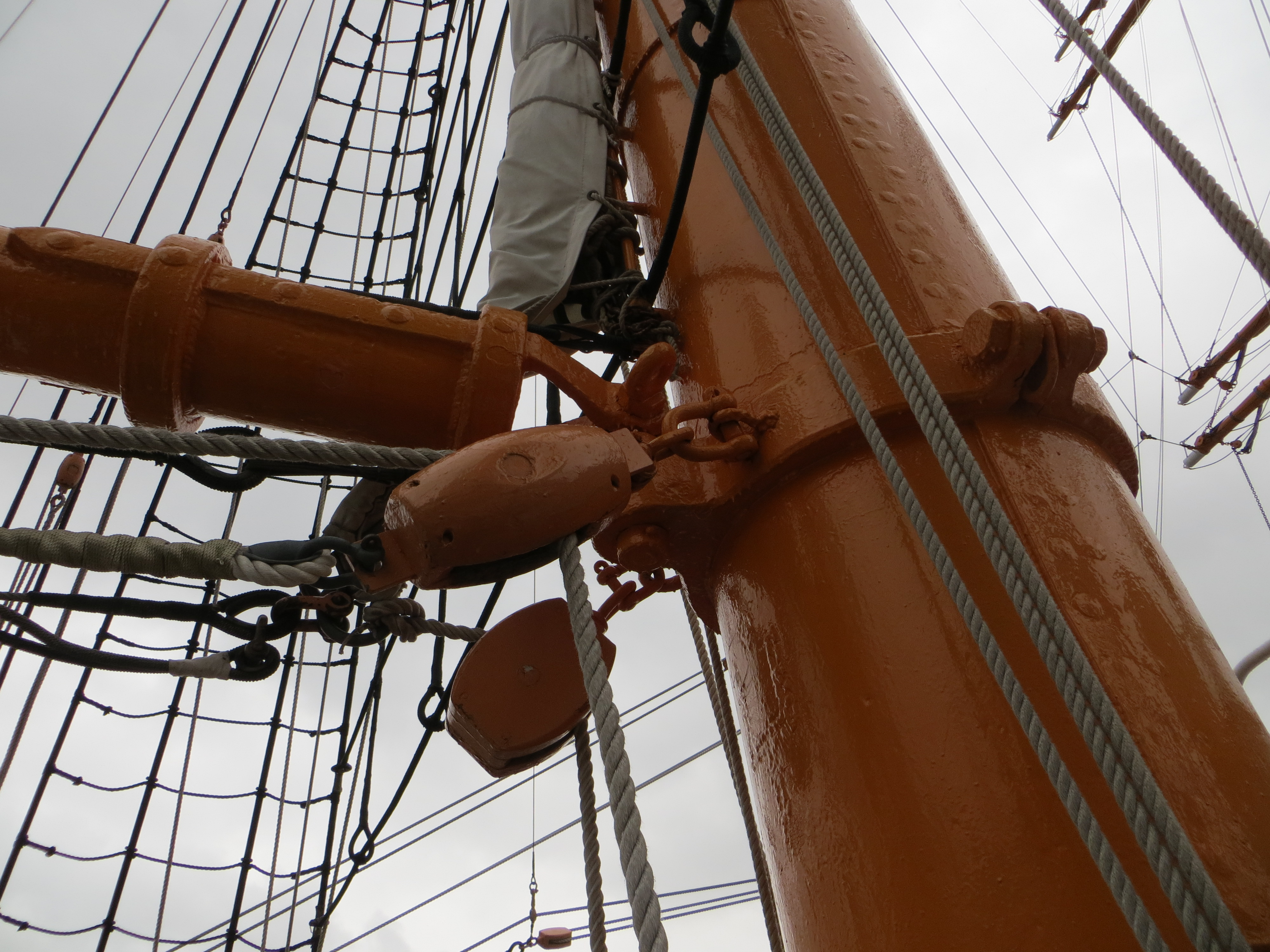
Vela enrotllada sobre la ralinga de gràtil a un vaixell escola al port de Yokohama

En nàutica, es coneix amb el nom de gràtil el costat o ralinga pel qual se subjecta una vela quadra, una vela llatina o en general, una vela de tallant, a la seva verga, antena o nervi, mitjançant els garrutxos o una guia incrustada.
En el cas d'una vela triangular, és la part de la vela envergada, lligada a la verga, és a dir, la part compresa entre els dos punys anteriors de la vela: el puny d'amura i el puny de drissa.
Hi ha diferents tipus de gràtil, segons la forma de fixar-lo a l'estai o a la ralinga del pal.
- Lligat a l'antena mitjançant cordills passats per ullets
- Lligat al pal o a l'estai mitjançant els garrutxos
- Amb un nervi de cordó o cable cosit al llarg de tota la vora, que llisca dins la ralinga del pal.